# Prijutnoje
Prijutnoje (ros. Приютное, Амтя-Нур) – osiedle typu miejskiego w południowej Rosji, na terenie wchodzącej w skład tego państwa Republiki Kałmucji, w południowo-wschodnim skrawku kontynentu europejskiego.
Miejscowość liczy 5,8 tys. mieszkańców (2002 r.).